# Olivier Bernard
Olivier Bernard (Parigi, 14 ottobre 1979) è un ex calciatore francese, di ruolo difensore.

## Carriera
A 21 anni passa dalla compagine francese dell'Olympique Lione a quella inglese del Newcastle United, giocando coi Magpies fra il 2000 e il 2005. 
A poche giornate dall'inizio della stagione calcistica 2004-2005, in concomitanza con l'esonero di Bobby Robson e l'arrivo in panchina di Graeme Souness, Bernard perde il posto da titolare a favore dell'altro terzino sinistro Robbie Elliott. Lascia Newcastle nel mercato di riparazione di gennaio di quella stessa stagione, accasandosi per sei mesi al Southampton F.C..
Nella stagione 2005-2006 si ritrova a vestire la casacca dei Rangers, scendendo in campo 9 volte.
Tornato al Newcastle, è tormentato da frequenti infortuni e da una pubalgia, decidendo di lasciare il Newcastle al termine della stagione, senza mai essere sceso in campo.
Dopo essersi allenato per mesi coi Toronto FC, anche grazie alla pubalgia che tornò a tormentarlo, Bernard non riuscì più a ritrovare la forma e decise così di porre fine alla sua carriera agonistica.
In una successiva intervista ha accusato Graeme Souness di aver dato inizio al declino del Newcastle.